# Kamienica przy ulicy Adama Asnyka 3 w Krakowie
Kamienica przy ulicy Adama Asnyka 3 – zabytkowa kamienica znajdująca się w Krakowie, w dzielnicy I, na Piasku.
Kamienica została wzniesiona w 1892 roku, według projektu architekta Waleriana Zwolińskiego.
26 stycznia 1989 budynek został wpisany do rejestru zabytków. Znajduje się także w gminnej ewidencji zabytków.